# Campionati mondiali di sollevamento pesi 2021 - 87 kg femminile
Le gare di sollevamento pesi della categoria fino a 87 kg femminile — pesi massimi — dei campionati mondiali del 2021 si sono svolte il 16 dicembre 2021 a Tashkent presso l'Uzbekistan Sport Complex.

## Programma
L'orario indicato corrisponde a quello uzbeko (UTC+05:00)
| Data             | Orario | Evento   |
| ---------------- | ------ | -------- |
| 16 dicembre 2021 | 10:30  | Gruppo B |
| 16 dicembre 2021 | 19:00  | Gruppo A |

## Medagliate
Per ciascun esercizio, le prime tre classificate sono le seguenti:
| Esercizio | Oro                          | Oro    | Argento                      | Argento | Bronzo           | Bronzo |
| --------- | ---------------------------- | ------ | ---------------------------- | ------- | ---------------- | ------ |
| Strappo   | Tursunoy Jabborova           | 113 kg | Mönkhjantsangiin Ankhtsetseg | 109 kg  | Amanda Schott    | 106 kg |
| Slancio   | Solfrid Koanda               | 141 kg | Mönkhjantsangiin Ankhtsetseg | 141 kg  | Dar'ja Achmerova | 135 kg |
| Totale    | Mönkhjantsangiin Ankhtsetseg | 250 kg | Tursunoy Jabborova           | 244 kg  | Solfrid Koanda   | 244 kg |

## Record
Prima di questa competizione, i record mondiali esistenti erano i seguenti:
| Record mondiale | Strappo | Mondiale standard | 132 kg | — | 1º novembre 2018 |
| Record mondiale | Slancio | Mondiale standard | 164 kg | — | 1º novembre 2018 |
| Record mondiale | Totale  | Mondiale standard | 294 kg | — | 1º novembre 2018 |

## Risultati
| Pos. | Atleta                             | Gr. | Peso atleta | Strappo (kg) | Strappo (kg) | Strappo (kg) | Strappo (kg) | Slancio (kg) | Slancio (kg) | Slancio (kg) | Slancio (kg) | Totale |
| Pos. | Atleta                             | Gr. | Peso atleta | 1            | 2            | 3            | Pos.         | 1            | 2            | 3            | Pos.         | Totale |
| ---- | ---------------------------------- | --- | ----------- | ------------ | ------------ | ------------ | ------------ | ------------ | ------------ | ------------ | ------------ | ------ |
|      | Mönkhjantsangiin Ankhtsetseg (MGL) | A   | 86.00       | 109          | 109          | 113          |              | 137          | 137          | 141          |              | 250    |
|      | Tursunoy Jabborova (UZB)           | A   | 86.40       | 108          | 111          | 113          |              | 127          | 131          | 134          | 4            | 244    |
|      | Solfrid Koanda (NOR)               | A   | 86.60       | 98           | 103          | 107          | 7            | 135          | 141          | 142          |              | 244    |
| 4    | Dar'ja Achmerova (RWF)             | A   | 83.00       | 105          | 109          | 109          | 4            | 135          | 140          | 140          |              | 240    |
| 5    | Amanda Schott (BRA)                | A   | 81.60       | 102          | 106          | 109          |              | 123          | 130          | 130          | 5            | 236    |
| 6    | Juliana Riotto (USA)               | A   | 86.90       | 101          | 103          | 105          | 5            | 128          | 132          | 132          | 6            | 233    |
| 7    | Karina Kuzganbayeva (KAZ)          | A   | 86.50       | 98           | 102          | 102          | 8            | 122          | 125          | 128          | 7            | 230    |
| 8    | Kristel Ngarlem (CAN)              | B   | 81.60       | 95           | 99           | 101          | 11           | 120          | 125          | 128          | 8            | 224    |
| 9    | Yekta Jamali (IRI)                 | A   | 85.90       | 90           | 96           | 100          | 10           | 113          | 118          | 122          | 10           | 222    |
| 10   | Tian Chia-hsin (TPE)               | A   | 86.30       | 95           | 100          | 101          | 12           | 120          | 125          | 130          | 9            | 220    |
| 11   | Clémentine Meukeugni (CMR)         | B   | 86.00       | 93           | 97           | 97           | 13           | 115          | 119          | 132          | 11           | 212    |
| 12   | Louise Vennekilde (DEN)            | B   | 86.70       | 92           | 96           | 97           | 14           | 110          | 115          | 119          | 12           | 207    |
| 13   | Lenka Žembová (SVK)                | B   | 82.80       | 88           | 91           | 91           | 16           | 105          | 108          | 111          | 13           | 196    |
| 14   | Anuradha Pavunraj (IND)            | B   | 87.00       | 90           | 93           | —            | 15           | 105          | 117          | —            | 14           | 195    |
| 15   | Chathurika Priyanthi (SRI)         | B   | 84.40       | 80           | 80           | 85           | 17           | 100          | 105          | 105          | 15           | 185    |
| 16   | Sientje Henderson (JAM)            | B   | 85.60       | 71           | 74           | 77           | 18           | 95           | 96           | 101          | 16           | 170    |
| —    | Kim Ji-hye (KOR)                   | A   | 86.60       | 100          | 104          | 104          | 9            | 128          | 129          | 129          | —            | —      |
| —    | Laura Alexander (USA)              | A   | 82.90       | 101          | 104          | 107          | 6            | 130          | 130          | 132          | —            | —      |